# Roberto Perrone di San Martino
Roberto Perrone di San Martino (Courpalay, 21 novembre 1836 – Perosa Canavese, 11 settembre 1900) è stato un militare italiano, insignito della medaglia d'oro al valor militare a vivente nel corso della terza guerra d'indipendenza italiana.

## Biografia
Nacque a Courpalay, presso Mélun in Francia, il 21 novembre 1836, figlio di Ettore e di Adriana Jenny de la Tour Maubourg. Si trasferì in Piemonte dalla Francia nel 1848 quando il padre, già esule a seguito della sua partecipazione ai moti del 1821, entrò a far parte dell'Armata sarda nel corso della prima guerra d'indipendenza italiana. Frequentò in qualità di allievo la Regia Accademia Militare di Torino da cui uscì con la nomina a sottotenente dell'arma di artiglieria nel 1855.
Prese parte alla seconda guerra d'indipendenza italiana nel 1859 come luogotenente nel Reggimento artiglieria da campagna, assegnato alla 9ª batteria da battaglia. Nel corso della battaglia di San Martino, il 24 giugno, fu decorato con una medaglia d'argento al valor militare. Promosso capitano nello Stato maggiore d'artiglieria nel novembre 1859, l'anno dopo prese parte alla campagna piemontese in Italia centrale per l'annessione delle Marche e dell'Umbria, si meritandosi una menzione onorevole per come riuscì a condurre il parco d'assedio attraverso vie difficili e provvedere di munizioni la 7ª Divisione durante l'assedio di Ancona.
Per il notevole contributo dato con le sue artiglierie all'assedio di Gaeta ed alla resa della piazzaforte avvenuta il 13 febbraio 1861 fu decorato di altra medaglia d'argento al valor militare.
Nel 1866, durante la terza guerra d'indipendenza italiana, assunse il comando della 2ª batteria a cavallo ed il 24 giugno entrò in azione in località Belvedere sulle colline di Custoza. Per il coraggio dimostrato durante il corso della battaglia con Regio Decreto 6 dicembre 1866 gli fu conferita la medaglia d'oro al valor militare.  Durante la battaglia si rovesciò un pezzo di artiglieria giù per la china del Belvedere, e per dare tempo ai serventi di raddrizzarlo, egli caricò a piedi il nemico insieme a pochi granatieri, sparando tutti i colpi del suo revolver e di un fucile raccolto a terra. Rimasto praticamente da solo si ritirò l'ultimo minuto quando vide che non vi era alcuna speranza di portare in salvo il cannone.
Promosso maggiore nel luglio 1866, rimase in servizio attivo fino al gennaio 1870, chiedendo poi volontariamente il passaggio nel ruolo degli ufficiali di complemento conseguendo nel 1882 la promozione a tenente colonnello. Nel 1891 fu trasferito in posizione di riserva. Si spense a Perosa Canavese, presso Aosta l'11 settembre 1900.

### Annotazioni
1. ↑  Generale nell'Esercito piemontese, comandante la 3ª Divisione, caduto durante la battaglia di Novara il 23 marzo 1849 e decorato alla memoria della medaglia d'oro al valor militare.

### Fonti
1. ↑  Carolei, Greganti 1950, p. 188.
2. 1 2 3 4 5 6 7 8 9  Combattenti Liberazione.
3. ↑  MOVM
4. ↑  Quirinale - scheda - visto 23 marzo 2023